# Nikanor
Nikanor (Νικάνωρ, latin Nicanor) är ett mansnamn som betyder 'segrare' på grekiska.
I äldre tiders almanackor (före 1901) hade Nikanor namnsdag den 10 januari. Nikanor var en diakon och martyr på Cypern under 1:a århundradet e.Kr.

## Användning i Sverige
Den 31 december 2007 fanns det 129 män med förnamnet Nikanor. Av dessa har 3 namnet Nikanor som tilltalsnamn/förstanamn.

## Pseudonym
- Nikanor Teratologen är pseudonym för den svenske författaren Niclas Lundkvist.